# Ylber Ramadani
Ylber Latif Ramadani, ps. Rama (ur. 12 kwietnia 1996 w Starnbergu) – albańsko–kosowski piłkarz, występujący na pozycji defensywnego pomocnika we włoskim klubie US Lecce oraz w reprezentacji Albanii. Uczestnik Mistrzostw Europy 2024. Były młodzieżowy reprezentant Kosowa.

## Kariera reprezentacyjna
Były członek kosowskich reprezentacji U-19 i U-21 oraz albańskiej U-21. 
W 2016 roku otrzymał albańskie obywatelstwo, a dwa lata później dołączył do reprezentacji Albanii.